# Séminaire de Larressore
Le séminaire de Larressore est un bâtiment qui fut, aux XVIIIe et XIXe siècles, un centre culturel éminent du Pays basque, d'où sortirent de nombreux cadres civils et religieux. C'est aussi depuis 2005 un monument historique des Pyrénées-Atlantiques.

## Historique
Cet établissement d'enseignement fut fondé par l'abbé Jean Daguerre le 29 avril 1733, Un petit séminaire avec une chapelle fut construit aux frais de la communauté et l'on proposa de le donner à l'abbé Daguerre et aux prêtres qui se trouveraient avec lui.
C'est en 1739 que les premiers élèves affluent de tout le Pays basque nord et sud pour y étudier la philosophie et de théologie. Le collège se développe très rapidement et exerce une forte influence sur les prêtres et les habitants des paroisses. Son influence va du diocèse de Bayonne, à ceux de Dax et d'Oloron-Sainte-Marie.
En octobre 1792, les prêtres, qui refusaient de prêter serment, durent partir et l'établissement fut alors racheté par la commune de Larressore et rouvert en 1820. Après le vote de la loi de séparation des Églises et de l'État, le petit séminaire devint propriété de l’État le 18 décembre 1906.
Hôpital auxiliaire n° 216 durant la guerre de 1914-1918, le séminaire devient ensuite un sanatorium départemental.
De nombreuses personnalités y feront leurs études telles que Louis-Édouard Cestac, Jean-Pierre Duvoisin, Martin Duhalde, Jean-Baptiste Elizanburu et Jean Hiriart-Urruty. Plusieurs seront membres de l'Académie de la langue basque comme Jean-Blaise Adema, Jean Élissalde, Jules Moulier, Martin Landerretche et Jean Saint-Pierre.

## Localisation
L'église est située dans le département français des Pyrénées-Atlantiques, sur la commune de Larressore.

## Classement
La chapelle est classée au titre des monuments historiques en 2005 alors que l'ancien séminaire est inscrit cette même année.